# Site gallo-romain de Triguères
Le site gallo-romain de Triguères est un site archéologique français situé à Triguères dans le département du Loiret et la région Centre-Val de Loire.
Il pourrait correspondre au Vellaunodunum décrit par Jules César lors de la guerre des Gaules,,.

## Histoire

### Époque celte
Une grande levée a été érigée de main d'homme au nord de la colline du donjon, fermant ainsi l'éperon de la Garenne avec contrescarpe, fossé, escarpe et talus, et conforme en tous points aux caractères décrits par Jules César pour les fortifications gauloises : poutres enchâssées dans les murs notamment. Elle n'a pu servir qu'à protéger ladite colline contre des assauts éventuels de ce côté - ce qui, tenant compte de l'escarpement des trois autres côtés, en faisait un lieu bien fortifié. Le mot donjon pourrait n'être qu'une forme francisée du mot dunum, attendu qu'il n'y a à Triguères aucune trace historique d'un quelconque château fortifié, fortification ou donjon.

### Époque romaine

#### Vellaunodunum
Triguères est selon l'étude de Eugène Boutet de Monvel publiée en 1865 un candidat de premier choix pour être le Vellaunodunum mentionné par Jules César dans ses Commentaires sur la Guerre des Gaules,,.
César était à Agedincum (Sens) ; et voulait porter secours aux Boïens, sur la localisation desquels dont on ne sait pas grand-chose de sûr sauf qu'ils étaient du côté de la Loire. Dès le départ son intention était de traverser ou de longer le pays des Bituriges (ad Bituriges pervenit), le Berry. Sur son chemin il rencontra et enleva trois villes : une Sénone, Vellaunodunum ; une Carnute, Genabum ; et une Biturige, Noviodunum. César ne faisant pas passer à travers champs ses 50 000 hommes et ses machines de guerre (il avait bien fallu qu'il amenât avec lui celles qu'il déploya devant Vellaunodunum), et n'ayant pas le temps de construire des routes au fur et à mesure qu'il avançait, il a emprunté des chemins celtes. Il existait effectivement une route celte de Sens à Gien passant par Triguères constituant le chemin le plus court de Sens à la Loire. Il dit être allé d'Agendicum à Vellaunodunum en deux marches. Triguères était sur la route la plus directe de Sens à la Loire, et à 36 km de Sens - soit deux (journées de) marche de 4,5 lieues (une distance par marche qui coïncide avec Végèce, Xénophon, Antonius, Pline, et avec les marches calculées de César lui-même). 4,5 lieues par marche, soit 18 km/jour, était une distance raisonnable : c'était l'hiver, les jours étaient courts, et en plus de marcher l'armée devait aussi monter le camp à l'étape et le démonter avant le départ. Au-delà de Triguères sur la même route celte, il y avait Montbouy et son amphithéâtre, thermes, etc. à 16 km, puis Gien 20 km plus loin - soit deux marches de Triguères à Gien, ce qui était le compte de César. Tout autre attribution de ville (Genabum à Orléans, comme il est communément admis, ou Châteauneuf-sur-Loire, ou ailleurs) et tout autre itinéraire, impliqueraient des marches plus longues que ces 18 km par jour (maximum 20) avec en plus la forêt à traverser, et apparaît irréaliste.
Quoi qu'il en soit, les restes d'une ville gallo-romaine importante furent retrouvés à Triguères dans les années 1850-1860. Les sections suivantes sont introduites dans l'ordre des découvertes.

#### Amphithéâtre
Découvert peu après 1850, un amphithéâtre se trouvait au lieu-dit de la Mardelle, derrière l'ancienne gare ferroviaire. Il mesurait 71 m de longueur sur 56 m de profondeur, et pouvait accueillir environ 8 000 personnes. Les pierres essémillées dont il était revêtu ont servi à construire le mur du cimetière communal inauguré en 1862.

#### Cimetière gallo-romain

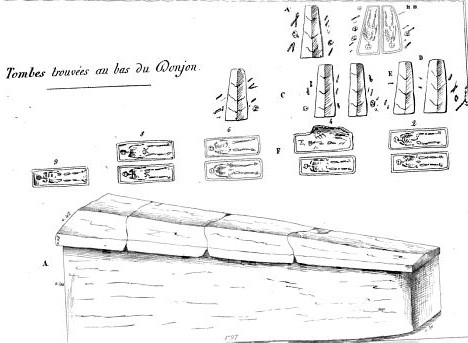
Tombes au pied du donjon

En 1857, le propriétaire du château du Donjon découvre un cimetière gallo-romain dans son jardin. Une épée retrouvée dans une tombe n'était pas de facture romaine et datait d'avant le VIIIe siècle. On n'a trouvé qu'un seul bijou, un collier simple de perles en émail, et aucun signe chrétien : pas de croix, de poisson, de monogramme, d'oiseau... Par ailleurs, à côté des tombes en pierre se trouvaient dix fosses, rangées dans un autre sens, contenant des dépouilles. On suppose qu'il s'agissait d'esclaves, enterrés sans pompe et même avec un cheval enterré parmi eux. Ainsi, l'incinération a cessé mais le christianisme n'était pas encore passé par là. Dans le monde celtique, les morts ne sont en général pas décorés.
Noter que les tombes en pierre aussi bien que les fosses, sont entourées et recouvertes d'une très grande quantité d'ossements libres, suggérant fortement qu'un massacre a eu lieu à cet endroit et que les tombes non profanées ne sont restées intactes que parce qu'elles étaient recouvertes de cadavres.

#### Sanctuaire de source au moulin du Chemin

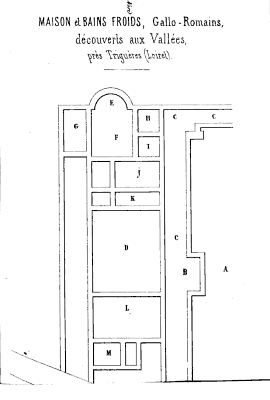
Villa et bains du lieudit Les Vallées

En 1858, un sanctuaire de source est mis au jour du côté du moulin du Chemin,. Suivant le plan classique des sanctuaires de source de cette époque, il s'agissait d'une grande enceinte rectangulaire de 108 m sur 50 m à ciel ouvert, enclose d'un péribole, donnant une cour entourée d'un portique à colonnade formant galerie. À l'intérieur, on retrouva les fondations de trois constructions ; elles contenaient une grande quantité de colonnes brisées, de chapiteaux corinthiens pêle-mêle - le tout dépareillé, une grande partie des pièces venant clairement d'un autre lieu - , de statues en morceaux, de brisures de poteries d'un grain très fin - et de dépouilles humaines mélangées au tout.

#### Villas gallo-romaines des Vallées et des Monts
Peu après, au lieu-dit Les Vallées où coulait une fontaine, une grande villa gallo-romaine fut découverte, dont l'aile ouest à elle seule mesurait 50 m de long sur 20 m de large. Une autre partie de la villa est enfouie sous la route menant de Triguères aux Vallées.
Suit la découverte d'un hypocauste (salle de chauffage pour des thermes) au lieu-dit Les Monts, sur la commune de Château-Renard mais à seulement 1,5 km à vol d'oiseau des Vallées. Ces thermes des Monts étaient ceux d'une riche maison particulière, et seulement une partie en fut dégagée par les fouilles.

#### Temple gallo-romain
Ayant constaté la relative infertilité de la terre au pied du trilithe, des fouilles eurent lieu là aussi et l'on trouva un temple gallo-romain avec des statuettes consacrées dont la quantité laisse supposer qu'elles étaient des ex-votos, ainsi que des médailles, des monnaies romaines, et deux haches celtiques dont une aiguisée et l'autre encore en ébauche. À plus de 11 m de profondeur on retrouva des ornements féminins, des clés, des vases à parfum, et des pièces de monnaie romaine et gauloise.

#### Aqueduc et thermes

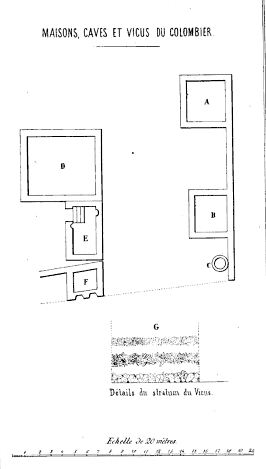
Maisons, caves et vicus gallo-romains au vieux colombier

Puis une conduite d'eau fut découverte le long du chemin Perré, qui s'avéra être une canalisation rejoignant la fontaine Sainte-Anne de Douchy, à six kilomètres de là et comblée depuis le début du XIXe siècle car elle était si abondante qu'elle provoquait des inondations. L'aqueduc, de facture romaine, était une simple auge faite de dalles en silex étranger au pays, enduit de fin ciment en couches de différentes couleurs, et recouvert sur toute sa longueur de dalles non taillées provenant de l'Allier. Il s'interrompait brusquement au pied du donjon à cause de constructions.
Subséquemment cherchant des thermes, les investigateurs trouvèrent dans le champ à l'ouest du donjon quelques très petites maisons gallo-romaines, accompagnées de nombreuses figurines et pièces de monnaie, et des soupiraux de cave qui menèrent quant à eux à la découverte d'un chemin adjacent empierré à la façon romaine. Une voie romaine les traversait en direction du moulin du Chemin. Les thermes recherchés furent trouvés au sud de ce chemin. D'une surface de 100 m de longueur sur 35 m de large, un bâtiment luxueux était donc fourni en eau par la fontaine Sainte-Anne de Douchy et offrait pour les hommes d'un côté et les femmes de l'autre, un système de chauffage de l'eau perfectionné ainsi que des salles de massage et de repos. Les petites maisons de l'autre côté du chemin, servaient à abriter les esclaves chargés d'entretenir les thermes. Ces thermes ne contenaient aucun ex-voto ou autre signe cultuel.

### La grande destruction
La « grande Triguères » cessa d'exister au cours du Ve siècle : des amas de colonnes, de murs et de statues brisées sont retrouvés dans le sanctuaire de source. Ces ravages ne sont pas ceux du temps, mais d'un anéantissement sauvage et délibéré. Et rapide : le four à briques découvert à la ferme de la Mardelle était encore plein de briques crues, et le four prêt pour la cuisson. Les pièces de monnaie trouvées retracent une continuité d'occupation ininterrompue jusqu'à Arcadius (377-408). Les autres monnaies retrouvées datent de Henri II et après, soit onze siècles plus tard. Il a fallu six siècles pour que Triguères renaisse, sans jamais retrouver le faste qu'elle avait connu. La seule théorie en cours attribue la destruction au roi des Huns Attila. En 451, ayant levé le siège d'Orléans, Attila en route pour son échec aux champs Catalauniques près de Troyes serait passé par Triguères et l'aurait ravagée.